# Symplocos domingensis
Symplocos domingensis är en tvåhjärtbladig växtart som beskrevs av Ignatz Urban. Symplocos domingensis ingår i släktet Symplocos och familjen Symplocaceae. Inga underarter finns listade i Catalogue of Life.